# Berthold III (Andechs)
Pour les articles homonymes, voir Berthold III.
Berthold III d'Andechs, né vers 1110 et mort le 14 décembre 1188, fils aîné de Berthold II d'Andechs, succède à son père en tant que comte d'Andechs en 1151. Il est nommé margrave d'Istrie et de Carniole en 1173.

## Origine
Berthold III d'Andechs est le fils du comte Berthold II et de son épouse Sophie d'Istrie († 1132), de la maison de Weimar-Orlamünde, fille du margrave Poppo II d'Istrie et de Richgarde de Sponheim. 
La famille de son père possédait des biens s'étendant autour du lac Ammer et du lac de Starnberg en Bavière, ainsi que le château de Plassenburg sur les hauteurs de Kulmbach en Franconie. Les comtes d'Andechs étaient également baillis (Vögte) de l'abbaye de Benediktbeuern et fondateurs du monastère de Dießen. Berthold II fit construire le château d'Andechs au début du XIIe siècle.
La mère de Berthold III, Sophie, offrit en dote à son mari des territoires et possessions en Istrie et en Carniole au sud-est des Alpes. Son père, le margrave Poppo II († 1098), et son frère cadet Ulrich II († 1112) étant décédés sans héritiers masculins, le titre du margrave d'Istrie et de Carniole fut transferé à l'oncle maternel de Sophie, le comte Engelbert II de Sponheim.

## Biographie
Soutien fidèle de la maison de Hohenstaufen et de l'empereur Frédéric Barberousse, Berthold III pouvait acquérir de vastes domaines au nord et au sud des Alpes : Wolfratshausen, Neuburg, Schärding et Windberg en Bavière ainsi que des comtés en Tyrol et dans le val Pusteria. Il fut bailli du couvent de Neustift (Novacella) et du diocèse de Brixen (Bressanone) sous son frère, l'évêque Othon VI d'Andechs. Dans les années 1170, Berthold fonda la ville d'Innsbruck près de son château d'Ambras.
Le contrôle sur l'accès aux Alpes, notamment le col du Brenner, était stratégiquement important pour la politique italienne de l'empereur. Aussi, à la mort d'Engelbert III de Sponheim en 1173, Frédéric Barberousse remet au comte Berthold III les margraviats d'Istrie et de Carniole. En 1180, à la chute du duc bavarois Henri le Lion son fils et successeur Berthold IV reçut le titre de « duc de Méranie » au rang de prince du Saint-Empire.
À sa mort en 1188, Berthold III est enterré à l'abbaye de Dießen (de).

## Mariage et descendance
Berthold III d'Andechs épouse une certaine Hedwige (morte le 16 juillet 1176), à l'origine incertaine : fille du comte Othon II de Wittelsbach et petite-fille d'Ekkehard Ier de Scheyern, ou fille de Conrad II de Scheyern-Dachau, duc de Méranie († 1159), d'où :
- Berthold IV von Diessen († 1204), duc de Méranie ;
- Sophie d'Andechs († 1218), épouse Poppo VI, comte de Henneberg ;
- Cunégonde d'Andechs († 1207), épouse Eberhard III, comte d'Eberstein ;
- Mathilde d'Andechs, épouse Engelbert III, comte de Goritz.

Vers 1180, il épouse en secondes noces Luitgarde, fille du roi Sven III de Danemark :
- Poppon d'Andechs-Méranie († 1245), évêque de Bamberg ;
- Bertha d'Andechs († 1249), abbesse de Gerbstedt